# Angiostrongyliasis
Angiostrongyliasis is een infectieziekte die wordt veroorzaakt door rondwormen uit het geslacht Angiostrongylus. Deze wormen infecteren normaal gesproken ratten en slakken, maar de mens kan incidenteel geïnfecteerd raken door het eten van besmet voedsel. 

## Voorkomen
Angiostrongyliasis komt voor in Midden- en Zuid-Amerika met Angiostrongylus costaricensis als verwekker en in Zuidoost-Azië, Oceanië, Afrika en het Caribisch gebied met Angiostrongylus cantonensis als verwekker.

## Infectie
Angiostrongylus heeft normaal gesproken katoenratten (A. costaricensis), ratten (A. cantonensis) en slakken als gastheer. Volwassen wormen leven in de darmen van een rat, waarna de eieren met de ontlasting worden uitgescheiden. Larven infecteren vervolgens slakken en ontwikkelen zich verder in de slakken. Deze larven komen vervolgens via voedsel weer in het maag-darmkanaal van ratten. De mens kan incidenteel besmet raken door het eten van voedsel dat besmet is met larven, zoals ongekookte slakken, groente verontreinigd met slakken of hun secreten, of geïnfecteerde schaaldieren. 
Angiostrongylus costaricensis veroorzaakt intestinale angiostrongyliasis, een eosinofiele enteritis met symptomen die sterk lijken op die van appendicitis. Angiostrongylus cantonensis veroorzaakt een eosinofiele meningitis.